# Valencia Giants
I Valencia Giants sono una squadra di football americano di Valencia. Partecipano alla LNFA Serie A.

## Storia
Il club viene fondato nel 2003 in seguito a una scissione dei Valencia Firebats; la nuova società recuperò il nome dei vecchi Giants de Cullera.

## Dettaglio stagioni

### Tornei nazionali

#### Campionato

##### LNFA/LNFA Elite/Serie A
| Stagione | regular season | regular season | regular season | regular season | regular season | regular season | playoff | playoff | playoff | playoff | playoff | playoff        | playoff              |
|          | Vin            | Par            | Per            | Tot            | PF             | PS             | Vin     | Per     | Tot     | PF      | PS      | risultato      | avversaria           |
| -------- | -------------- | -------------- | -------------- | -------------- | -------------- | -------------- | ------- | ------- | ------- | ------- | ------- | -------------- | -------------------- |
| 2010     | 6              | 0              | 2              | 8              | 164            | 88             | -       | -       | -       | -       | -       | -              | -                    |
| 2011     | 4              | 1              | 3              | 8              | 127            | 95             | 0       | 1       | 1       | 0       | 21      | Wild Card      | Barberá Rookies      |
| 2013     | 4              | 1              | 5              | 10             | 211            | 268            | 0       | 1       | 1       | 6       | 35      | Semifinale     | Badalona Dracs       |
| 2014     | 4              | 0              | 6              | 10             | 187            | 191            | -       | -       | -       | -       | -       | -              | -                    |
| 2015     | 6              | 0              | 4              | 10             | 244            | 153            | 0       | 1       | 1       | 6       | 21      | Semifinale     | Valencia Firebats    |
| 2016     | 1              | 0              | 7              | 8              | 82             | 254            | 1       | 0       | 1       | 26      | 7       | Non retrocessi | L'Hospitalet Pioners |
| 2017     | 3              | 0              | 7              | 10             | 235            | 325            | -       | -       | -       | -       | -       | -              | -                    |
| 2018     | 4              | 0              | 4              | 8              | 118            | 193            | 0       | 1       | 1       | 2       | 41      | Wild Card      | Mallorca Voltors     |
| Totale   | 32             | 2              | 38             | 72             | 1168           | 1568           | 1       | 4       | 5       | 40      | 125     |                |                      |

Fonti: Enciclopedia del Football - A cura di Roberto Mezzetti

##### LNFA 2/Conferencias/Serie B
| Stagione | regular season | regular season | regular season | regular season | regular season | regular season | playoff | playoff | playoff | playoff | playoff | playoff          | playoff                |
|          | Vin            | Par            | Per            | Tot            | PF             | PS             | Vin     | Per     | Tot     | PF      | PS      | risultato        | avversaria             |
| -------- | -------------- | -------------- | -------------- | -------------- | -------------- | -------------- | ------- | ------- | ------- | ------- | ------- | ---------------- | ---------------------- |
| 2008     | 6              | 0              | 0              | 6              | 253            | 44             | 2       | 1       | 3       | 60      | 28      | Finale           | Reus Imperials         |
| 2009     | 5              | 0              | 0              | 5              | 202            | 14             | 1       | 1       | 2       | 33      | 33      | Finale           | Reus Imperials         |
| 2012     | 4              | 0              | 4              | 8              | 180            | 139            | 2       | 1       | 3       | 62      | 58      | Finale           | Las Rozas Black Demons |
| 2021     | 2              | 0              | 4              | 6              | 84             | 161            | -       | -       | -       | -       | -       | -                | -                      |
| 2022     | 3              | 0              | 3              | 6              | 86             | 109            | 0       | 1       | 1       | 12      | 39      | Quarti di finale | Valencia Firebats      |
| Totale   | 20             | 0              | 11             | 31             | 805            | 467            | 5       | 4       | 9       | 167     | 158     |                  |                        |

Fonti: Enciclopedia del Football - A cura di Roberto Mezzetti

#### Coppa di Spagna
| Stagione | regular season | regular season | regular season | regular season | regular season | regular season | playoff | playoff | playoff | playoff | playoff | playoff   | playoff                |
|          | Vin            | Par            | Per            | Tot            | PF             | PS             | Vin     | Per     | Tot     | PF      | PS      | risultato | avversaria             |
| -------- | -------------- | -------------- | -------------- | -------------- | -------------- | -------------- | ------- | ------- | ------- | ------- | ------- | --------- | ---------------------- |
| 2013     | -              | -              | -              | -              | -              | -              | 0       | 1       | 1       | 6       | 25      | Wild Card | Valencia Firebats      |
| 2014     | -              | -              | -              | -              | -              | -              | 0       | 1       | 1       | 17      | 21      | Wild Card | Las Rozas Black Demons |
| Totale   | -              | -              | -              | -              | -              | -              | 0       | 2       | 2       | 23      | 46      |           |                        |

Fonti: Enciclopedia del Football - A cura di Roberto Mezzetti

### Riepilogo fasi finali disputate
| Anno                | Luogo               | Evento         | Fase del torneo         | Incontro                                 | Risultato |
| 11-18 novembre 2012 |                     | Copa de España | Wild Card               | Valencia Giants - Valencia Firebats      | 6 - 25    |
| 18 maggio 2013      |                     | LNFA Elite     | Semifinale              | Badalona Dracs - Valencia Giants         | 35 - 6    |
| 17 novembre 2013    | Las Rozas de Madrid | Copa de España | Secondo turno Wild Card | Las Rozas Black Demons - Valencia Giants | 21 - 17   |
| 6 giugno 2015       |                     | LNFA Serie A   | Semifinale              | Valencia Firebats - Valencia Giants      | 21 - 6    |
| 12 giugno 2016      |                     | LNFA Serie A   | Playout                 | Valencia Giants - L'Hospitalet Pioners   | 26 - 7    |
| 29 aprile 2018      | Catarroja           | LNFA Serie A   | Wild Card               | Valencia Giants - Mallorca Voltors       | 2 - 41    |
| 30 aprile 2022      |                     | LNFA Serie B   | Quarti di finale        | Valencia Firebats - Valencia Giants      | 39 - 12   |

## Palmarès

### Titoli nazionali
- 2 Campionati valenciani (2008-09, 2016-17)